# Manon Garcia
Manon García (nacida en 1985) es una filósofa francesa, especializada en filosofía feminista conocida por su libro No nacemos sumisos.

## Biografía
Estudió en la École normale supérieure y obtuvo la agregación en filosofía de educación secundaria en 2014. En 2017, leyó su tesis doctoral en la Universidad de París I – Panthéon Sorbonne. En 2016, obtuvo una plaza de profesora en la Universidad Harvard y luego un puesto de investigación y docencia en la Universidad de Chicago.
Sumisión
En 2018 publicó su libro On ne naît pas soumise, on le devient, en el que Garcia desarrolla algunas de sus ideas. Para la autora hay dos formas de sumisión: una por la fuerza, que no deja otra opción que someterse, y otra más compleja, que implica una especie de "cálculo coste-beneficio". Sin embargo, esta sumisión no estaría vinculada a ninguna “naturaleza femenina”, sino al resultado del condicionamiento social. Analiza las causas que empujan a las mujeres a la sumisión y destaca la paradoja de una sumisión femenina consentida, en particular a través del pensamiento de Simone de Beauvoir, ella misma un modelo de contradicciones entre una forma de sumisión en su vida personal y un deseo de revolucionar las normas sociales.

## Publicaciones
- On ne naît pas soumise, on le devient, 2018.
- 'Key texts of feminist philosophy' (ed.), Vrin, "Key Texts", 2021
- 'De l’oppression à l’indépendance. La philosophie de l’amour dans Le Deuxième Sexe, Philosophie, n° 144, 2020, pp. 48–63.
- La Conversation des sexes, 2021.